# 송윤하
송윤하(2006년 11월 2일 ~ )은 대한민국의 농구 선수이다. 한국여자프로농구(WKBL) 청주 KB 스타즈 소속으로 포지션은 센터이다.